# Historia de la lengua y literatura castellana
Historia de la lengua y literatura castellana es una obra del filólogo e historiador de la literatura Julio Cejador y Frauca, publicada originalmente en catorce volúmenes entre 1915 y 1922.

## Descripción
La obra comienza en las primeras páginas del primer tomo con el «nacimiento del romance y de la literatura popular» y concluye en el decimocuarto con Valor y fuerza de España como potencia en el concierto internacional, de Emilio Zurano Muñoz y publicada en 1922. Los catorce volúmenes de la primera edición, impresos por la Tip. de la "Revista de Archivos, Bibl. y Museos", se publicaron entre 1915 y 1922; en cada uno de ellos, el título va acompañado de un subtítulo que indica qué periodos históricos se abordan en esas páginas:
- tomo primero (1915): «desde los orígenes hasta Carlos V»
- tomo segundo (1915): «época de Carlos V»
- tomo tercero (1915): «época de Felipe II»
- tomo cuarto (1916): «época de Felipe III»
- tomo quinto (1916): «épocas de Felipe IV y Carlos II»
- tomo sexto (1917): «época del siglo XVIII: 1701-1829»
- tomo séptimo (1917): «época romántica: 1830-1849»
- tomo octavo (1918): «primer período de la época realista: 1850-1869»
- tomo noveno (1918): «segundo período de la época realista: 1870-1887»
- tomo décimo (1919): «época regional y modernista: 1888-1907»
- tomo undécimo (1919): «época regional y modernista: 1888-1907 (segunda parte)»
- tomo duodécimo (1920): «época regional y modernista: 1888-1907 (última parte)»
- tomo decimotercero (1920): «época contemporánea: 1908-1920 (primera parte)»
- tomo decimocuarto (1922): «época contemporánea: 1908-1920 (fin y apéndices)»

En el prólogo del primero de los volúmenes, escrito como una carta dirigida a Adolfo Bonilla y San Martín, Cejador y Frauca resume el propósito de la obra: «He intentado juntar en este libro, á la historia de nuestra literatura, la historia de nuestro idioma». La obra, que ha sido tildada de «prolija», contiene en total más de seis mil páginas con nombres de autores, títulos de libros y un repaso de la historia tanto de la literatura como de la lengua castellanas. Hernández Cano, en su entrada sobre Cejador y Frauca para el Diccionario biográfico español, asegura que «aún es posible encontrar [en ella] enfoques y datos sobre autores que se escapan a posteriores historias literarias». Enrique Díez Canedo comenta cómo «sus exclusivismos literarios y filológicos, su carencia de verdadera crítica, su falta de visión sintética y de valoración individual, quitan méritos a esta abultada obra en que se aprovecha mucha labor ajena». Ha sido descrita como una «obra monumental con muchísimos errores», varios de ellos señalados por Francisco de Icaza. Alberto Blecua se refiere a la obra en términos de «útil y denostada».